# Высоковское сельское поселение (Томская область)
Высоко́вское се́льское поселе́ние — муниципальное образование (сельское поселение) в Зырянском районе Томской области, Россия.
Население — 850 чел. (2021).
Административный центр — село Высокое.

## География
Поселение располагается на юге Зырянского района, на границе с Кемеровской областью. Площадь — 313,99 км².
На территории поселения протекают мелкие реки и ручьи (Штра, Кубидат, Кия), есть несколько озёр (Линевое, Тунадай, Круглое, Ческа). Есть торфяники (в районе болота Высел), залежи глины и песчаника. Есть минеральные источники.
Флора и фауна
В водах местных рек обитают такие рыбы, как щука, окунь, линь, карась, чебак, елец, лещ. В местных лесах можно встретить таких животных, как лисица, колонок, медведь, глухарь, норка, бобр, косуля; произрастают такие виды грибов как подосиновики, подберёзовики, груздь, лисички, опята, маслята; более 20 видов лекарственных трав, а также более 10 видов съедобных ягод, таких как малина, смородина, облепиха, черёмуха, рябина, калина.

## История
Первый населённый пункт — село Высокое — был основан в 1893 году.

## Население
| 2010 | 2012 | 2013 | 2014 | 2015 | 2016 | 2017 |
| ---- | ---- | ---- | ---- | ---- | ---- | ---- |
| 1010 | ↘982 | ↘975 | ↘946 | ↗950 | ↘925 | ↗935 |
| 2018 | 2019 | 2020 | 2021 |      |      |      |
| ↘925 | ↘910 | ↘890 | ↘850 |      |      |      |

## Состав сельского поселения
| № | Населённый пункт | Тип населённого пункта       | Население |
| - | ---------------- | ---------------------------- | --------- |
| 1 | Беловодовка      | село                         | ↘210      |
| 2 | Высокое          | село, административный центр | ↘458      |
| 3 | Тавлы            | село                         | ↘1        |
| 4 | Шиняево          | село                         | ↘181      |

## Местное самоуправление
Сельским поселением управляют глава поселения и Совет.
Глава сельского поселения — Князева Марина Викторовна.

## Экономика
Из 31399 га земли 14965 га относятся к числу сельскохозяйственных угодий. В том числе, под пашни отведено 10610, сенокос — 2685, пастбища — 1523 га. Наибольшее число занятых работают в сфере сельского хозяйства, лесопереработки и малого предпринимательства.

## Образование и культура
На территории поселения зарегистрированы две школы — по одной в Высоком и Шиняеве (ранее еще одна в Беловодовке). Аналогичная ситуация и с домами культуры — по одному в тех же населённых пунктах. Работает фельдшерско-акушерский пункт.